# グロリア・ポロ
グロリア・ポロ (Gloria Polo) は、コロンビアのカトリック信者。臨死体験と呼ばれている死後の世界を垣間見た女性である。

## 人物
職業は医師であり、世間的に尊敬されていたが、信仰に関しては模範的と云えず、習慣としてカトリック教会のミサへ参加するだけの形式的な信者であった。
親族の男性と共に歩いていたところを、落雷の直撃を受け、死を体験する。
臨死体験の最中に経験したイエズス・キリストによる私審判の様子を強烈に記憶しており、書籍として世へ発表している。